# Otto Huber (Geistlicher)

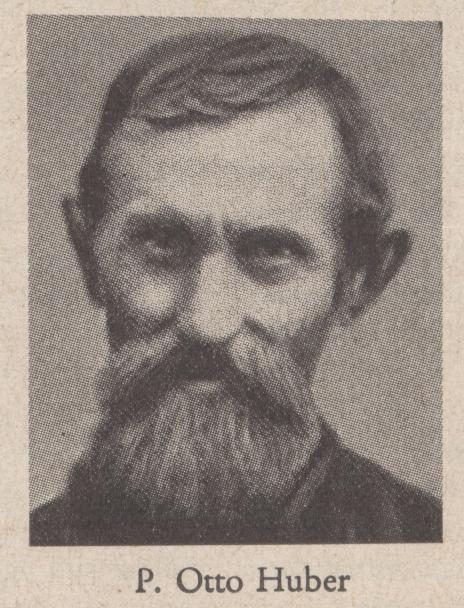
Pater Otto Huber MFSC, Missionspionier in Nordafrika

Pater Otto Huber MFSC (* 1871 in Rülzheim, Pfalz; † 21. Mai 1954 in Verona, Italien) war ein deutscher Priester. Er stammte aus der Diözese Speyer und war Pater und Missionspionier in Nordafrika.

## Leben
Otto Huber wurde 1871 im südpfälzischen Rülzheim, damals Königreich Bayern, geboren. 1890 trat er bei den von Daniele Comboni in Verona gegründeten Missionsbrüdern vom Heiligsten Herzen Jesu (Congregatio Missionariorum Filiorum Sanctissimi Cordis Jesu, seit 1979 Comboni-Missionare vom Herzen Jesu) ein.
Otto Huber wurde 1895 in Verona zum Priester geweiht und sogleich in die nordafrikanische Mission des Ordens gesandt. Zunächst kam er in die Seelsorge nach Assuan, Ägypten, nach Niederschlagung des Mahdi-Aufstandes in den Sudan nach Khartum. Er wurde ein Vertrauter des Apostolischen Vikars Antonio Roveggio und begleitete ihn unter anderem zum Stamm der Niam-Niam, die damals teilweise noch Kannibalen und daher sehr gefürchtet waren. Nach siebenjährigem Aufenthalt in Nordafrika zwang das mörderische Klima den Priester 1903 zu einem Erholungsurlaub in Europa.
Wieder in die Mission zurückgekehrt, begleitete Otto Huber auch seinen bayerischen Landsmann, den neuen Apostolischen Vikar Franz Xaver Geyer auf dessen Missionsreisen. Zudem war er als Wanderseelsorger für die zerstreuten Christen in der Wüste zwischen Assuan und Rotem Meer tätig.
Seine vielfachen interessanten Erfahrungen beschrieb er in der renommierten Missionszeitschrift „Stern der Neger“, unter den Titeln „Vom Nil zum Roten Meer“ (1905) und „Besuch der Christen in Cordofan“ (1906). Beim Kriegsausbruch 1914 wurde Pater Huber als Deutscher von den Briten bis 1920 im Sudan interniert und anschließend ausgewiesen.
In diesem Jahr besuchte er sein Heimatdorf Rülzheim und ging wieder ins Mutterhaus zu Verona, wo er die Studenten in Arabischer Sprache unterrichtete, die er sehr gut beherrschte. Auf Verlangen der Katholiken im Sudan hoben die englischen Behörden seine Landesverweisung auf und der Priester durfte ab 1928 wieder in der dortigen Mission tätig sein. Hauptsächlich wirkte er nun als Seelsorger in Assuan und in Khartum.
1939 verweilte er drei Wochen auf Urlaub in seiner pfälzischen Heimat, konnte dann aber wegen des inzwischen ausgebrochenen Zweiten Weltkriegs nicht mehr in den Sudan zurück. Wieder ging er ins Mutterhaus nach Verona, wo er, nach Kräften priesterlich wirksam, seinen Lebensabend verbrachte.
Pater Otto Huber starb dort am 21. Mai 1954 nach kurzem Krankenlager und wurde auf dem ordenseigenen Friedhof beigesetzt. Seine letzten Gedanken und Gebete hätten seiner nordafrikanischen Mission gegolten, wie der Nachruf konstatiert. Pater Huber habe laut diesem Nekrolog in fünf verschiedenen Sprachen predigen können und Arabisch wie seine Muttersprache beherrscht.